# Văn hóa Mông Cổ

Trang phục mùa đông của người Mông Cổ, người Mông Cổ có truyền thống đi săn với đại bàng

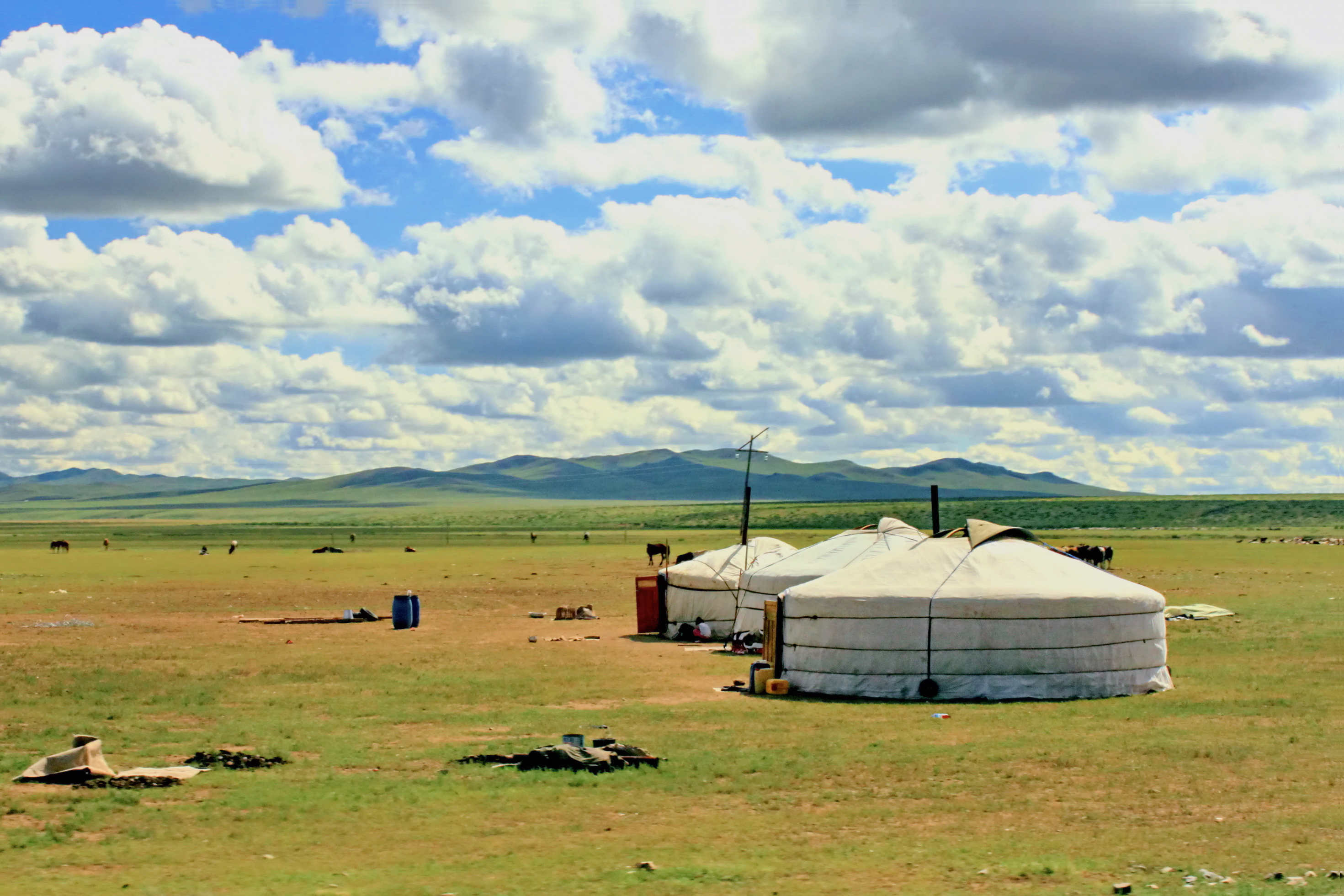
Lều du mục của người Mông Cổ

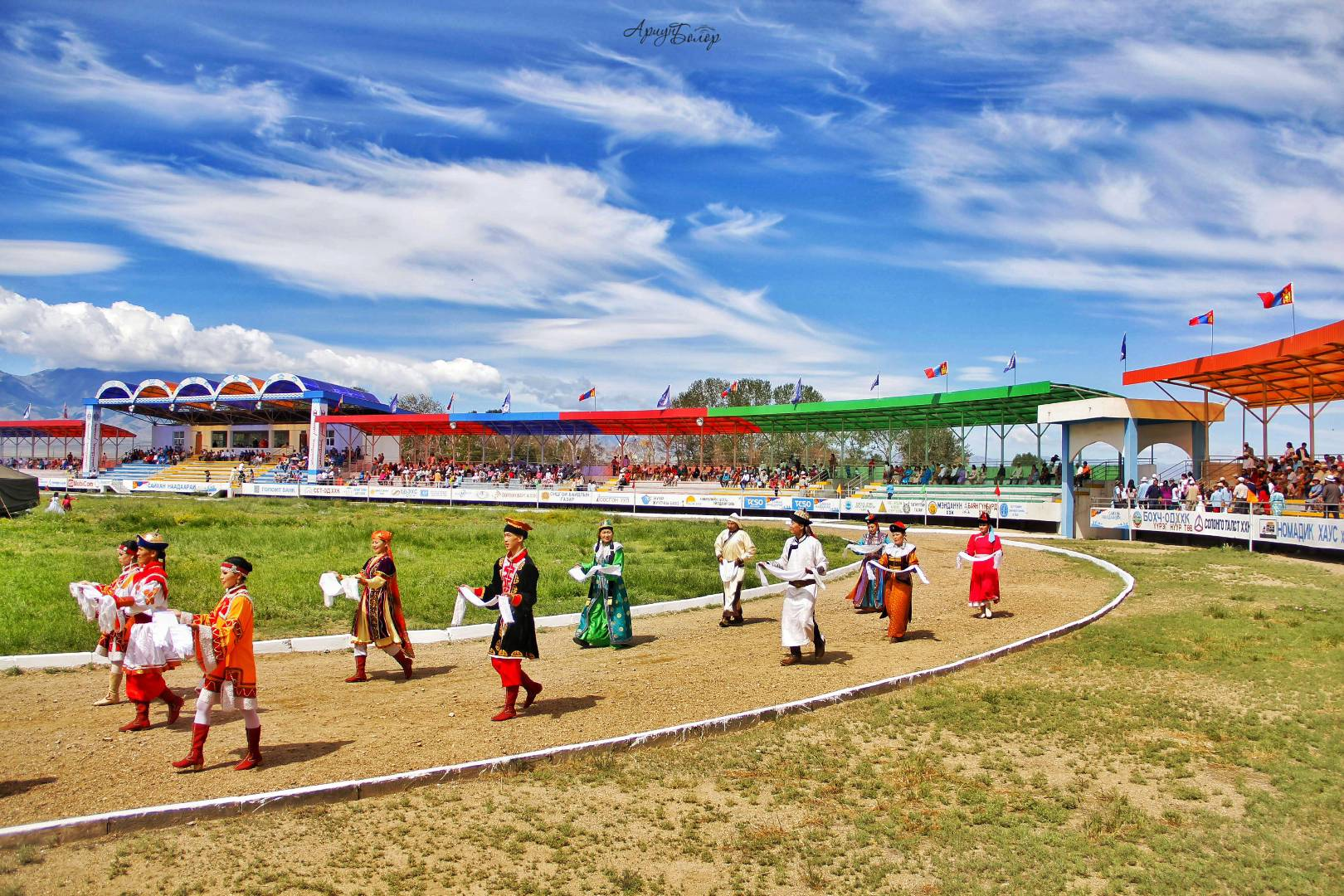
Một lễ hội du mục ở Mông Cổ (Naadam)

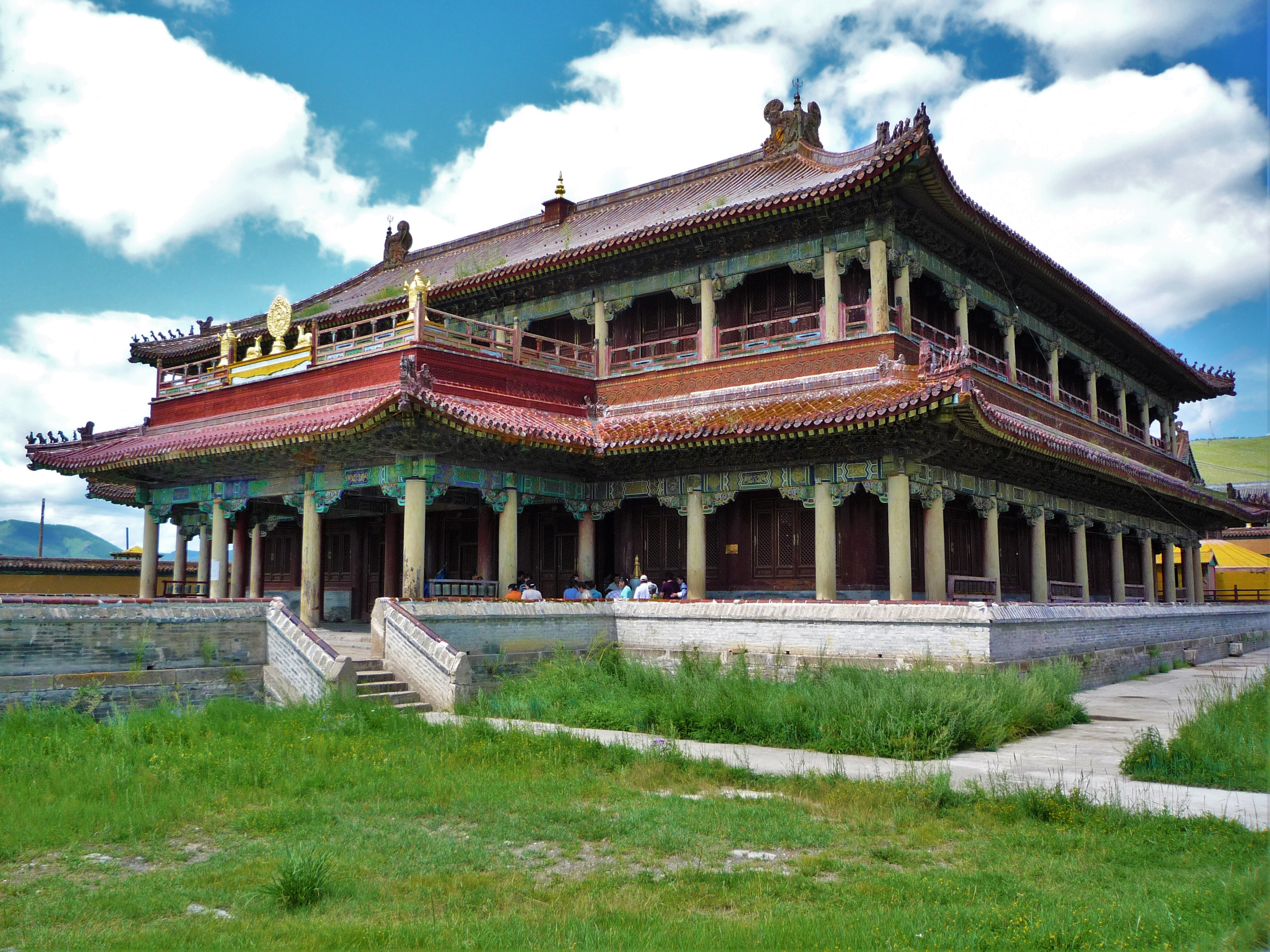
Tu viện Phật giáo phong cách Mông Cổ

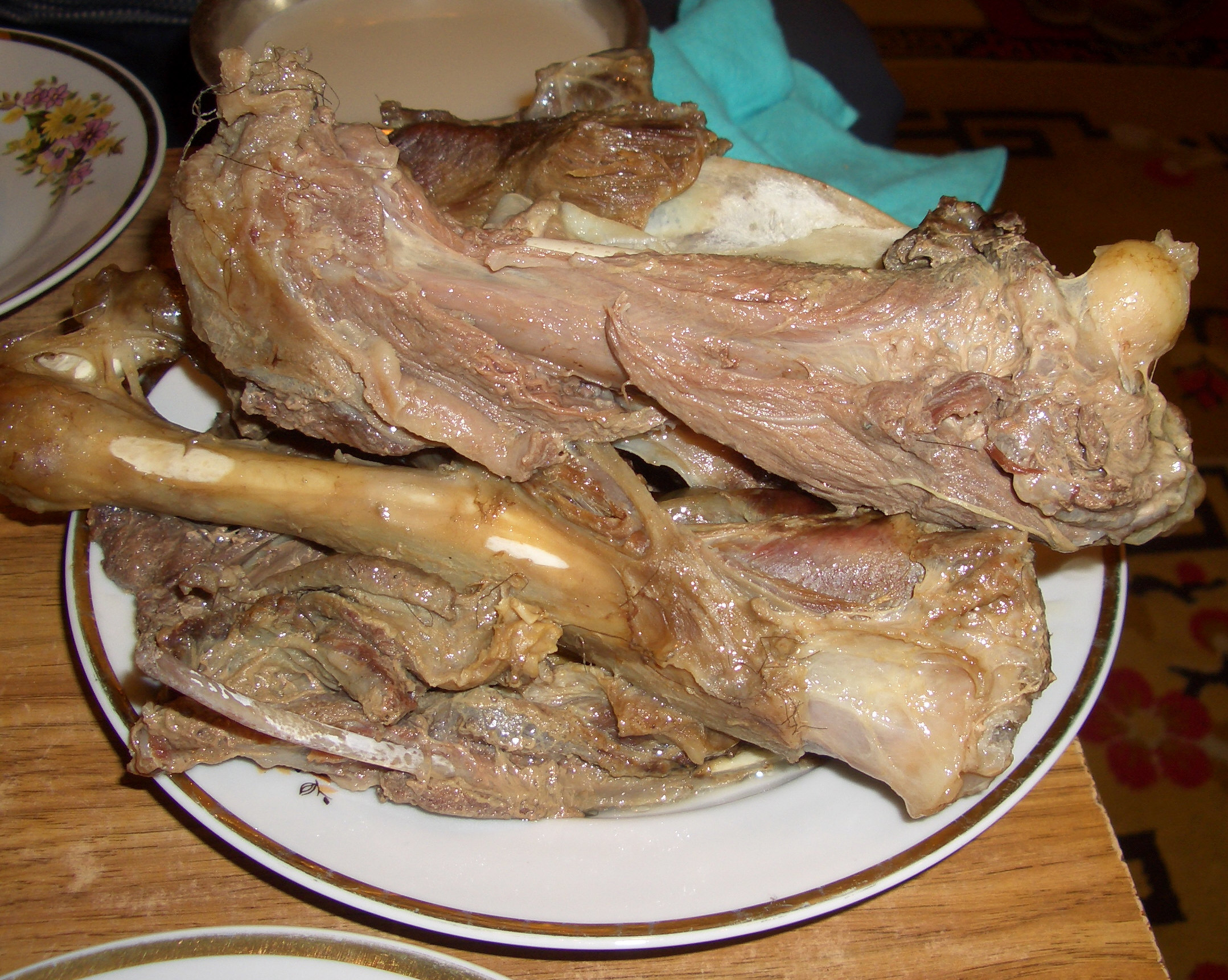
Một món thịt trong ẩm thực Mông Cổ

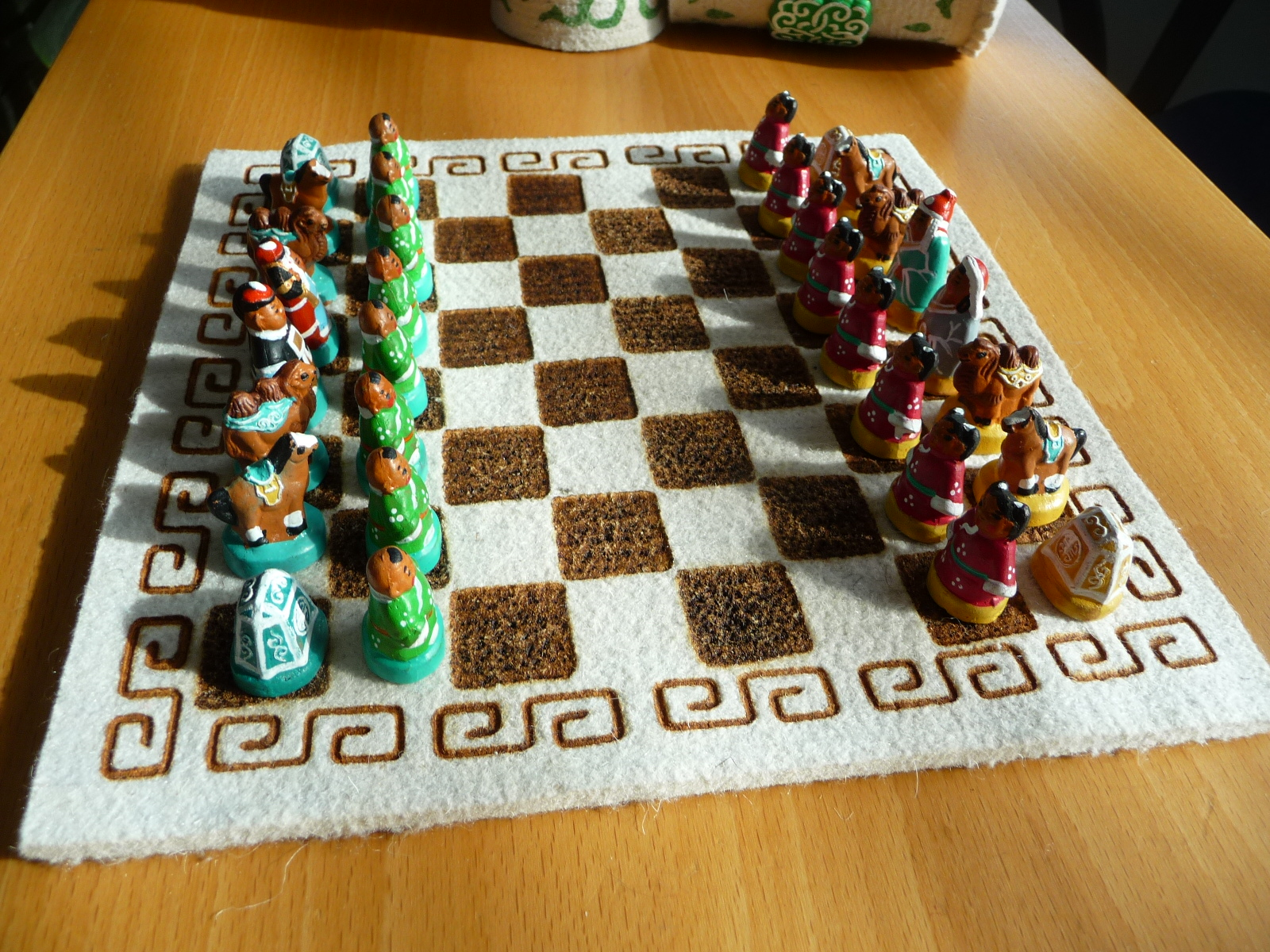
Cờ vua Mông Cổ (Shatar)

Văn hóa Mông Cổ (Culture of Mongolia) đã được định hình bởi truyền thống du mục cổ xưa của đất nước Mông Cổ và vị trí tại ngã tư đường nhiều đế chế và nền văn minh khác nhau. Văn hóa Mông Cổ chịu ảnh hưởng của nền văn hóa của các tộc người Mông Cổ, Thổ Nhĩ Kỳ (tộc người Đột Quyết) và Đông Á, cũng như từ bối cảnh địa lý của Mông Cổ và lịch sử tương tác chính trị, quân sự và kinh tế với các quốc gia khác. Một trong những khía cạnh đặc biệt nhất của văn hóa Mông Cổ là nền kinh tế du mục, nền kinh tế đã định hình nên lối sống truyền thống của người Mông Cổ trong nhiều thế kỷ. Lối sống du mục tập trung vào gia đình và cộng đồng, và bao gồm chăn thả năm loài vật chính bao gồm cừu (giống cừu Mông Cổ), dê, ngựa (ngựa Mông Cổ), bò, lạc đà và một số loài bò Tây Tạng (Yak). Lối sống lãng du này đã có tác động đáng kể đến văn hóa Mông Cổ, ảnh hưởng đến mọi thứ từ các mối quan hệ xã hội và cấu trúc gia đình cho đến nghệ thuật, âm nhạc và văn chương. Văn hóa Mông Cổ cũng nổi tiếng với các loại hình nghệ thuật truyền thống, bao gồm âm nhạc, đàn hát, nhảy múa và văn chương. Truyền thống âm nhạc và nhảy múa của đất nước này gắn bó với quá khứ du mục và là một phần quan trọng trong di sản văn hóa của đất nước. Mặt khác, văn học Mông Cổ có lịch sử lâu đời và đa dạng, bao gồm cả thể loại truyền miệng và văn tự truyền thống. 
Văn hóa Mông Cổ cũng nổi tiếng với phong cách kiến trúc đặc biệt, phản ánh truyền thống du mục của đất nước này và thời tiết khắc nghiệt trong những tháng mùa đông và địa hình hiểm trở. Nhà của người Mông Cổ hay còn gọi là "ger" hay Yurt (lều du mục) có hình tròn và được xây dựng bằng nhiều loại vật liệu bao gồm các bộ phận bằng nỉ và gỗ. Nội thất của chiếc lều truyền thống của người Mông Cổ có thể di động được và có thể dễ dàng tháo rời và lắp ráp lại, khiến chúng thích hợp với lối sống du mục nay đây mai đó, nhiều lều còn cắm thêm cờ Tug (cờ Tu-khơ). Ngoài kiến trúc truyền thống, văn hóa Mông Cổ còn nổi tiếng với thủ công mỹ nghệ và nghệ thuật dân gian. Nghệ thuật dân gian Mông Cổ bao gồm nhiều loại hình thủ công và nghệ thuật trang trí, như chạm khắc gỗ, gia công kim loại, thêu và dệt. Những nghề thủ công này thường được truyền từ thế hệ này sang thế hệ khác và là một phần quan trọng trong di sản văn hóa của đất nước. Hàng thủ công mỹ nghệ và nghệ thuật dân gian Mông Cổ thường được bán làm quà lưu niệm cho khách du lịch Mông Cổ và là nguồn thu nhập quan trọng của nhiều gia đình. Trước thế kỷ XX, hầu hết các tác phẩm mỹ thuật ở Mông Cổ đều có chức năng tôn giáo, nên mỹ thuật Mông Cổ chịu ảnh hưởng sâu đậm từ các thư tịch tôn giáo. Tranh Thangka thường được vẽ hoặc làm bằng kỹ thuật applique. Các tác phẩm điêu khắc bằng đồng thường thể hiện các vị thần Phật giáo. 
Văn hóa Mông Cổ cũng chịu ảnh hưởng mạnh mẽ từ các truyền thống cưỡi ngựa (với môn cưỡi ngựa bắn cung/kỵ xạ) và đấu vật Mông Cổ, đóng vai trò trung tâm trong lịch sử và vẫn là một phần quan trọng trong bản sắc văn hóa của đất nước ngày nay. Ngoài những truyền thống văn hóa này, Mông Cổ còn là nơi tổ chức một số lễ hội và lễ kỷ niệm phản ánh di sản văn hóa phong phú của đất nước, bao gồm Lễ hội Naadam và Tsagaan Sar, một ngày lễ quốc gia tôn vinh văn hóa và lịch sử Mông Cổ. Các bức tranh về người Mông Cổ từ các nguồn Ba Tư và Trung Quốc mô tả đàn ông và thường là phụ nữ, tết tóc. Tóc sẽ được chia thành hai bím tóc, mỗi bím sẽ được chia thành ba bím tóc. Phần đuôi của bím tóc sau đó sẽ được thắt vòng và buộc vào đỉnh bím tóc phía sau tai. Đàn ông cạo phần đỉnh đầu và hai bên đầu, thường chỉ để lại một "mái tóc" ngắn ở phía trước và phần tóc dài ở phía sau. Mũ đội đầu Bogtag nổi tiếng mà phụ nữ đội dường như chỉ dành cho những phụ nữ đã kết hôn có địa vị rất cao. Mỗi nhóm dân tộc sống ở Mông Cổ đều có thiết kế riêng biệt được phân biệt bằng kiểu cắt, màu sắc và cách trang trí. Trước cuộc cách mạng Mông Cổ, mọi tầng lớp xã hội ở Mông Cổ đều có cách ăn mặc riêng, những người chăn nuôi gia súc mặc áo cho cả mùa hè và mùa đông. Các giáo sĩ mặc vàng với áo choàng hoặc Khimj phủ lên trên. Các lãnh chúa phong kiến thế tục đội mũ lịch sự và mặc áo gi-lê lụa. Sau cuộc thanh trừng của Stalin vào những năm 1930, cả Phật giáo và Shaman giáo đều hầu như bị cấm ở Cộng hòa Nhân dân Mông Cổ. Ở Nội Mông, tôn giáo truyền thống bị ảnh hưởng nặng nề từ hệ quả của cuộc Cách mạng Văn hóa.